# Хауэлл, Джон Томас
Джон Томас Хауэлл (англ. John Thomas Howell, 6 ноября 1903 — 7 мая 1994) — американский (калифорнийский) ботаник.

## Биография
Джон Томас Хауэлл родился в городе Мерсед 6 ноября 1903 года.
В 1930 году Хауэлл начал своё длительное объединение с Калифорнийской Академией наук как ассистент гербария и в 1949 году стал куратором отдела ботаники. Джон Томас Хауэлл ушёл со своей должности в Академии в 1969 году с коллекцией растений из более чем 54000 экземпляров.
Он собирал растения преимущественно в западных штатах, но собирал также в Мексике и Галапагосе, Ревилья-Хихедо и Гуадалупе. Хауэлл внёс значительный вклад в ботанику, описав множество видов семенных растений.
Хауэлл описал множество местных растений Калифорнии и опубликовал более 500 научных работ в многочисленных ботанических журналах. Кроме того, Джон Томас Хауэлл был одним из основателей ботанического журнала «Leaflets of Western Botany», который издавался в течение 37 лет.
Джон Томас Хауэлл умер 7 мая 1994 года.

## Научная деятельность
Джон Томас Хауэлл специализировался на семенных растениях.

## Некоторые публикации
- 1931. The genus Pogogyne. Proc. Cal. Acad. Sci. 4ª ser. 20 (3): 105—128.
- 1931. A Great Basin species of Physocarpus. Proc. Cal. Acad. Sci.
- 1942. A key to the indigenous and naturalized trees of Marin County, California. Ed. Wasmann Biological Society, San Francisco, Calif. 17—24.
- 1944. A revision of Phacelia section Miltitzia. Proc.Cal.Acad.Sci. xxv (15): 357—376.
- 1929. A Systematic Study of the Genus Lessingia Cham. Ed. University of California Publications in Botany. 44 pp.
- 1949. Marin Flora: Manual of the Flowering Plants and Ferns of Marin County, California. Ed. Univ. of California Press, Berkeley. vii + 322 pp. ISBN 0-520-00578-3.
- Howitt, BF; JT Howell. 1964. The Vascular Plants of Monterey County, California. Ed. University of San Francisco.
- Howell, JT; DM Porter. 1968. The plant genus Polygala in the Galápagos Islands. 586 pp.

## Почести
Род растений Johanneshowellia семейства Гречишные был назван в его честь.